# Сарыг-Хольский сумон
Сарыг-Хольский сумон — административно-территориальная единица (сумон) и муниципальное образование со статусом сельского поселения в Овюрском кожууне Тывы Российской Федерации.
Административный центр и единственный населённый пункт сумона — село Ак-Чыраа.

## Население
| 2017 | 2018 |
| ---- | ---- |
| 464  | ↘456 |